# Anapisona
Genre
Anapisona est un genre d'araignées aranéomorphes de la famille des Anapidae.

## Distribution
Les espèces de ce genre se rencontrent en Amérique du Sud, en Amérique centrale et aux Antilles.

## Liste des espèces
Selon World Spider Catalog (version 18.5, 04/11/2017) :
- Anapisona aragua Platnick & Shadab, 1979
- Anapisona ashmolei Platnick & Shadab, 1979
- Anapisona bolivari Georgescu, 1987
- Anapisona bordeaux Platnick & Shadab, 1979
- Anapisona furtiva Gertsch, 1941
- Anapisona guerrai Müller, 1987
- Anapisona hamigera (Simon, 1898)
- Anapisona kartabo Forster, 1958
- Anapisona kethleyi Platnick & Shadab, 1979
- Anapisona pecki Platnick & Shadab, 1979
- Anapisona platnicki Brignoli, 1981
- Anapisona schuhi Platnick & Shadab, 1979
- Anapisona simoni Gertsch, 1941

## Publication originale
- Gertsch, 1941 : Report on some arachnids from Barro Colorado Island, Canal Zone. American Museum Novitates, no 1146, p. 1-14 (texte intégral).